# Friseria acaciella
Friseria acaciella är en fjärilsart som beskrevs av August Busck 1906. Friseria acaciella ingår i släktet Friseria och familjen stävmalar. Inga underarter finns listade i Catalogue of Life.